# Hyltebruk
Hyltebruk är en tätort och centralort i Hylte kommun i Hallands län.
Hyltebruk ligger vid Nissan. Hyltebruk är ett typiskt brukssamhälle som vuxit upp kring Hylte bruk, grundat 1907, som har varit världens största tidningspappersbruk med omkring 1 200 anställda. Idag arbetar omkring 280 personer där och en tidningspappersmaskin är i drift.

## Historia
Hyltebruk ligger i Färgaryds socken i västra Småland, i den del av nuvarande Hylte kommun som fram till 1974 ingick i Jönköpings län. En del av samhället kom att ligga i Långaryds socken och nyåret 1959 ändrades gränsen så att hela samhället hamnade i Färgaryds socken. Pappersbruket Hylte Bruks AB grundades 1907 och byggnadsarbeten påbörjades. Själva pappersbruket började uppföras 1908 och stod färdigt 1910. För transporter till och från bruket behövdes järnväg. En järnvägslinje till Rydöbruk från Torup hade invigts 1898. Denna järnväg förlängdes 1909 till Hyltebruk, Järnvägslinjen Torup–Hyltebruk. Från Torup kommunicerade man vidare via Järnvägslinjen Halmstad-Nässjö.

### Befolkningsutveckling
| Befolkningsutvecklingen i Hyltebruk 1960–2020 | Befolkningsutvecklingen i Hyltebruk 1960–2020 | Befolkningsutvecklingen i Hyltebruk 1960–2020 | Befolkningsutvecklingen i Hyltebruk 1960–2020 | Befolkningsutvecklingen i Hyltebruk 1960–2020 |
| --------------------------------------------- | --------------------------------------------- | --------------------------------------------- | --------------------------------------------- | --------------------------------------------- |
|                                               |                                               |                                               |                                               |                                               |
| År                                            |                                               |                                               | Folkmängd                                     | Areal (ha)                                    |
| 1960                                          | 1960                                          |                                               | 2 172                                         |                                               |
| 1965                                          | 1965                                          |                                               | 2 465                                         |                                               |
| 1970                                          | 1970                                          |                                               | 2 852                                         |                                               |
| 1975                                          | 1975                                          |                                               | 3 469                                         |                                               |
| 1980                                          | 1980                                          |                                               | 3 668                                         |                                               |
| 1990                                          | 1990                                          |                                               | 3 767                                         | 465                                           |
| 1995                                          | 1995                                          |                                               | 4 016                                         | 489                                           |
| 2000                                          | 2000                                          |                                               | 3 671                                         | 489                                           |
| 2005                                          | 2005                                          |                                               | 3 742                                         | 489                                           |
| 2010                                          | 2010                                          |                                               | 3 716                                         | 491                                           |
| 2015                                          | 2015                                          |                                               | 3 992                                         | 466                                           |
| 2020                                          | 2020                                          |                                               | 4 072                                         | 470                                           |
|                                               |                                               |                                               |                                               |                                               |

## Samhället
Längs huvudgatan finns flera livsmedelsbutiker, annan handel, apotek, restauranger och bank. Centralt ligger även äldreboendet Malmagården och i närheten ligger Vårdcentralen driven av Region Halland.
På orten finns Hyltebruks kyrka med församlingshem. Kyrkan tillhör Svenska kyrkan.

## Kommunikationer
Riksväg 26 passerar precis väster om Hyltebruk. Liksom i övriga kommuner längs denna riksvägs sträckning från Halmstad till Jönköping är det lokala namnet på vägen Nissastigen.
Länstrafiken har ett större antal dagliga bussturer både söderut till Halmstad och norrut till Smålandsstenar. Sedan 1996 går ingen persontrafik på Järnvägslinjen Torup–Hyltebruk utan enbart godstrafik. Tågnätet nås i Torup och Kinnared.

## Näringsliv
Ända sedan ortens tillkomst i början av 1900-talet har pappersbruket Hylte bruk varit den dominerande arbetsgivaren. Stora investeringar gjordes på 1970- och på 1980-talen, då flera nya pappersmaskiner startades. År 2013 tog Stora Enso två av sina fyra pappersmaskiner ur bruk och antalet anställda reducerades.
Andra företag är Nitator, Bendex, Hylte Svets och Hyltebruks tryckeri.

## Sport
Inom volleybollen är Hyltebruk känt för sitt lag Hylte/Halmstad VBK. Laget har blivit svenska mästare flera gånger, både på herr- och damsidan.
Fotbollsklubbar finns i både Hyltebruk, Unnaryd och Torup. Hylte Orienteringsklubb och Rydö Golfklubb bedriver en omfattande verksamhet. Ortens idrottsanläggning, Örnvallen, hyser flera fotbollsplaner bland annat en med konstgräs. På anläggningen bedriver Rydö ASK friidrott och Skidklubben har sitt CoolSki-spår i omgivningen.
HK Hylte är ortens handbollsklubb.

## Skolor
I Hyltebruk tätort finns följande fyra skolor som erbjuder undervisning från förskoleklass till årskurs 9.
- Elias Fries (F-6)
- Kråkbergsskolan (F-6)
- Örnaskolans högstadium, (7-9)
- Centrumskolan, anpassad undervisning för åk 4-9